# Немига
Неми́га (бел. Няміга) — река, правый приток реки Свислочь в Минске, Беларусь.

## Этимология
В. Н. Топоров и О. Н. Трубачёв, исследуя происхождение названия одноимённой реки в Черниговской области, пришли к выводу, что слово Немига имеет балтские корни — балтск. *Ne-meig-, *Ne-mig-. Соответствия — озеро в Литве Мигото, прусск. Megothen/Migeyten. В. Л. Васильев, рассматривая эту же реку в Подесенье, а также озеро Немега бассейна Мсты, переводит гидроним как «незапруженная», ср. лит. miega «закром, перегородка».
В. А. Жучкевич в качестве объяснения упоминает словосочетание не мигать и лит. nemiga «бессоница». Географ Г. Я. Рылюк объясняет гидроним от эст. neemjõgi, где neem «мыс», jõgi (йыги) «река».

## История
С рекой связано первое упоминание Минска в Повести временных лет, где описывается битва на реке Немиге между полоцким князем Всеславом Брячиславичем и сыновьями киевского князя Ярослава Мудрого в 1067 году.
К XIX веку Немига сильно обмелела, русло высохло и название стало применяться к улице. Но ещё в первой половине XIX века по улице Немигской, в накрытой деревянным настилом канаве протекал ручей — остаток высохшей реки. Этот ручей после ливневых дождей, а также весной и осенью разливался, затоплял улицу и близлежащую площадь. Для предотвращения наводнений было принято решение заключить Немигу в бетонные трубы. В 1926 году реку в её нижнем течении заключили в коллектор, улицу Немигскую замостили булыжником, тротуары заасфальтировали. В 1955 году заключили в коллектор участок верхнего течения реки, оставшуюся часть реки, которая проходила в районе улицы Грушевской. Во время прокладки второй линии метро Немигу перенаправили в ливневый коллектор «Центр», который впадает в Свислочь в районе стадиона «Динамо». Старое устье, которое часто по ошибке называют устьем коллектора Немига, в настоящее время используется для отвода воды из дренажной системы станции метро «Немига».

## География

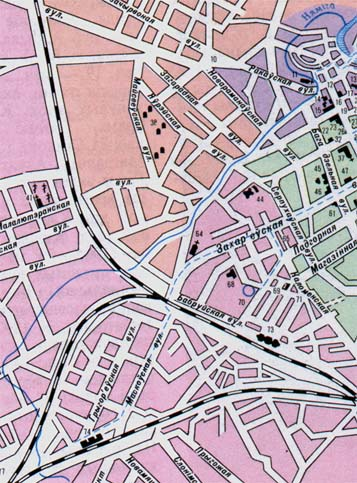

До настоящего времени не сохранилось точных данных о первоначальном расположении русла Немиги на всём его протяжении, также неизвестны точные места истока и устья Немиги. Существуют несколько предположительных мест истока Немиги. Это возможно связано с тем, что исток со временем высыхал и перемещался ниже по течению. По одной из версий, первоначальный исток Немиги располагался в урочище Добрые Мысли в северной части улицы Вирская. В пользу этой версии говорит само название улицы Вирская, которое возможно происходит от слова бел. Вір — омут. По другой версии, исток находился юго-восточнее, в месте, где сейчас находятся Дворец железнодорожников по улице Чкалова. Ещё в начале XX века в этом месте было обширное болото.
Точно известно, что Немига текла вдоль Разинского переулка, где до сих пор сохранились следы русла и заболоченное место, которое также является одним из предполагаемых истоков Немиги. Река пересекала улицу Грушевская, затем делала крюк в 90 градусов и перпендикулярно пересекала Извозный переулок возле здания городского ГАИ. Затем русло пролегало через территорию Минской типографии, пересекало железнодорожные пути. Река текла вдоль улицы Вяземской (совр. Ногина), далее между современных улиц Мясникова и Немига, затем вдоль улицы Немигской. За Петропавловской церковью Немига растекалась на два рукава, обтекая Замковую гору. Правый рукав впадал в Свислочь в районе моста по улице Богдановича, левый рукав огибал Замчище с севера и впадал в Свислочь недалеко от Горбатого моста (ныне это мост на Остров слёз).

## Современность
В настоящее время словом «Немига» минчане называют район города простирающийся от площади Восьмого марта вдоль одноимённой улицы до Романовской Слободы. Коллектор, в котором в настоящее время течёт «Немига», является популярным местом для минских диггеров. Во время проливных дождей улицу Немига и прилегающую территорию часто затапливает. Для предотвращения этих затоплений городские власти планируют в ближайшем будущем построить новый коллектор «Немига», однако пока не сообщается, будет это сооружение дополнением к существующему, либо заменит существующий коллектор, построенный ещё в 1926 году.

## Галерея

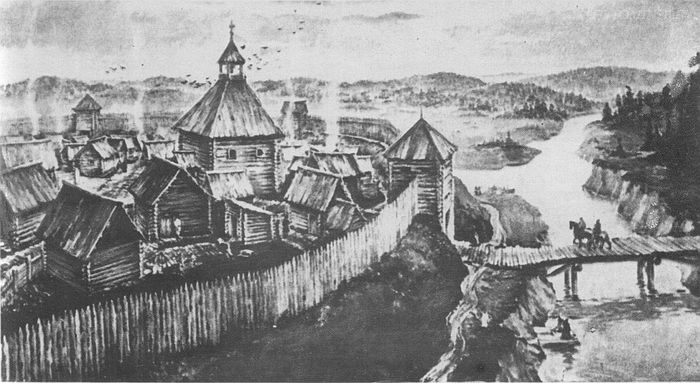
Устье реки Немига и Минское Замчище.
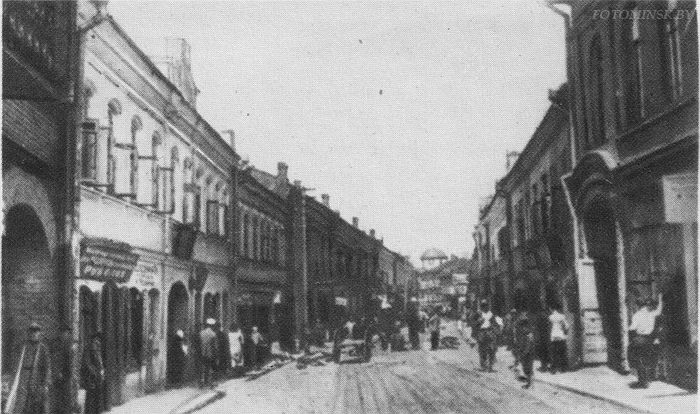
Немигская улица. Под деревянным настилом протекает река Немига. 1924 г.
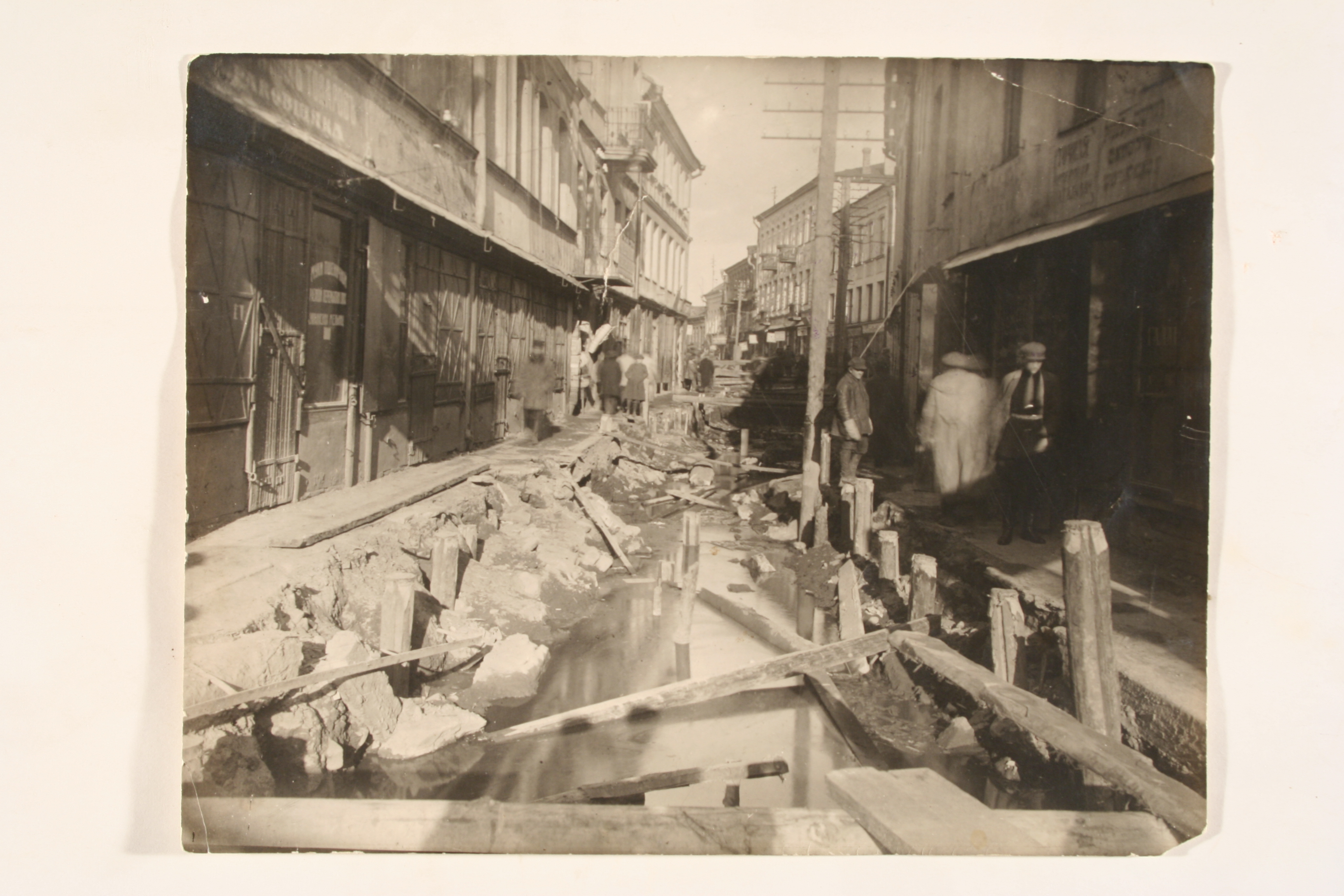
Немигская улица. Снят деревянный настил, чтобы взять реку в бетонный коллектор. 1924 г.
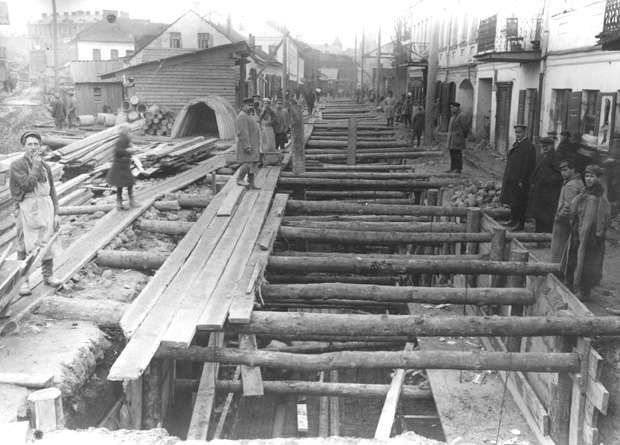
Река Немига включается в железобетонный коллектор.
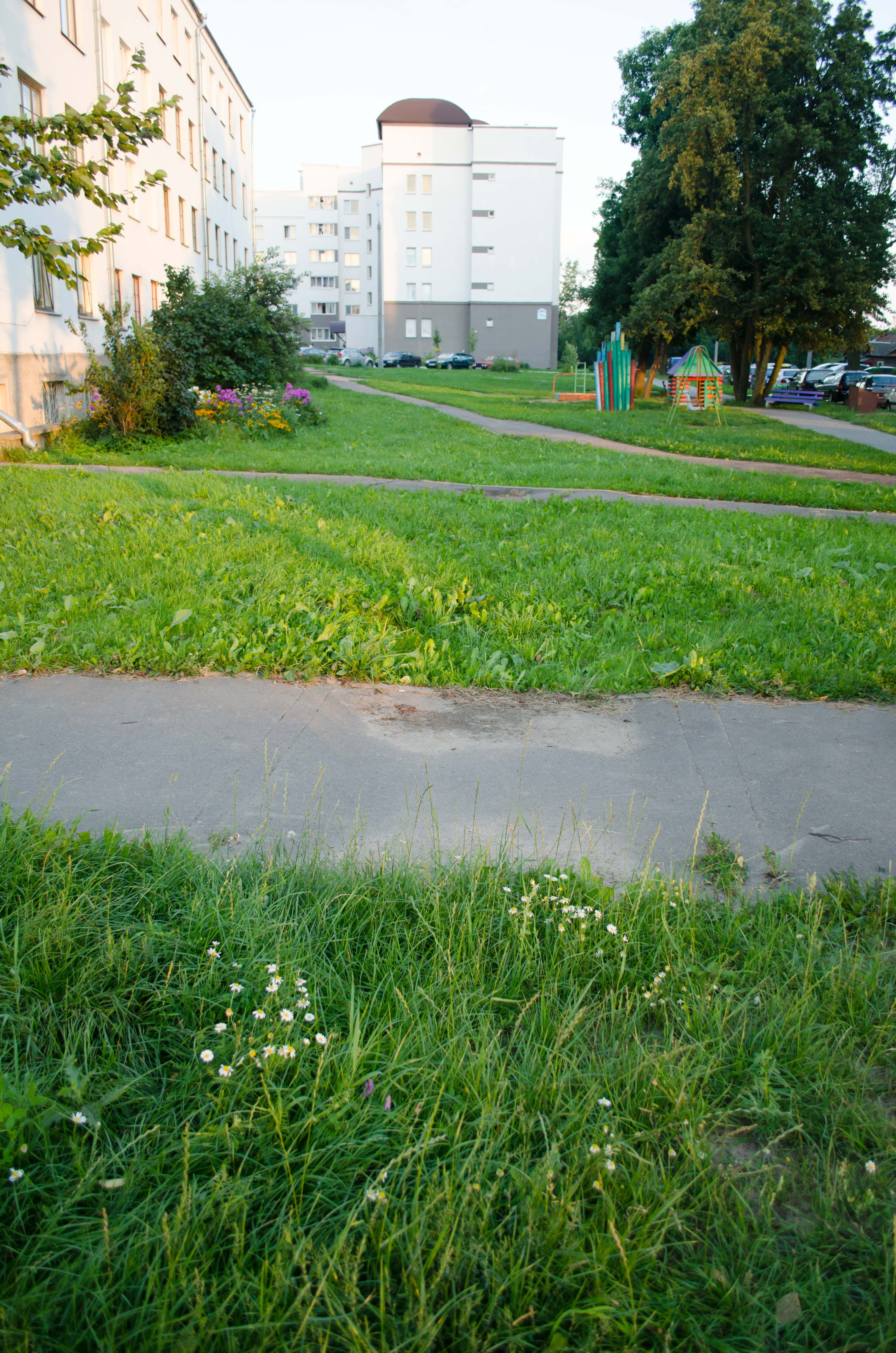
Едва заметный участок русла Немиги возле Разинского переулка.
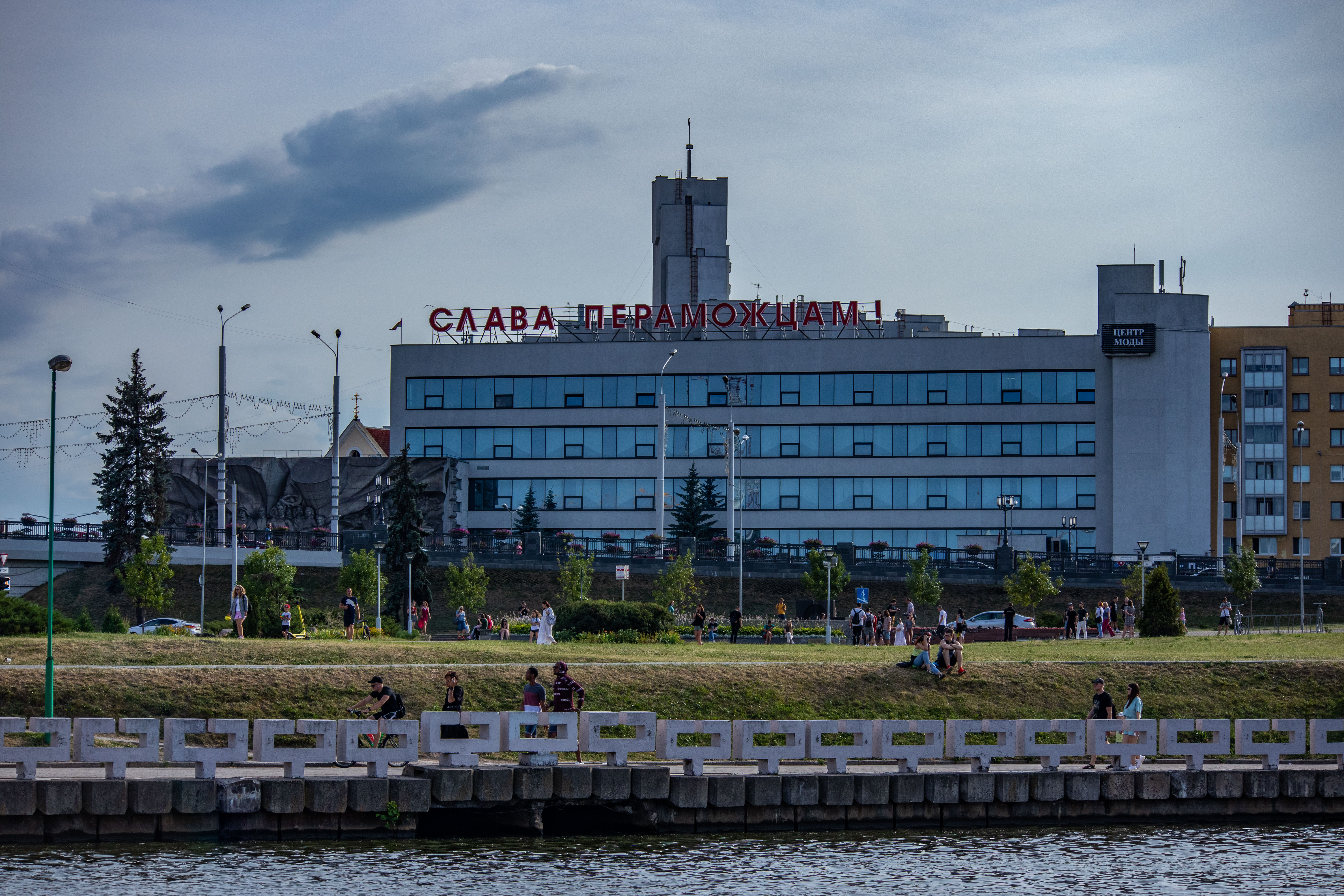
Старый выход коллектора «Немига» в реку Свислочь. Ныне часть дренажной системы станции метро «Немига».